# Grande Prêmio da Itália de 1985
Resultados do Grande Prêmio da Itália de Fórmula 1 realizado em Monza em 8 de setembro de 1985. Décima segunda etapa do campeonato, foi vencido pelo francês Alain Prost, da McLaren-TAG/Porsche, com Nelson Piquet em segundo pela Brabham-BMW e Ayrton Senna em terceiro pela Lotus-Renault.

## Resumo

### Morte de Stefan Bellof
Primeira corrida realizada após a morte do alemão Stefan Bellof numa prova de endurance em Spa-Francorchamps a 1º de setembro de 1985. Em sinal de luto, somente Martin Brundle representou a Tyrrell em Monza e no dia seguinte à prova italiana, Ken Tyrrell e os membros de sua equipe compareceram ao funeral de Bellof.

### Piquet na Williams
Em 4 de setembro de 1985 um comunicado da Williams revelou que o bicampeão Nelson Piquet assinou um contrato de dois anos com o time de Grove com o status de primeiro piloto como substituto do finlandês Keke Rosberg e companheiro do britânico Nigel Mansell. Recoberto por elogios mútuos, o acordo não teve os valores divulgados, embora o jornal italiano La Stampa fale em 3 milhões de dólares (ou 21 bilhões de cruzeiros). Ao comentar o acerto, Piquet destacou a combinação entre o aprumo do chassi Williams e a força do motor Honda como fatores determinantes para sua escolha.

### Nova equipe
Foi a corrida de estreia da equipe norte-americana Haas Lola com seu carro, o Lola THL1 equipado com o motor Hart 415T turbo, conduzido pelo campeão mundial Alan Jones. Aposentado em 1981, retornou às pistas de maneira bissexta ao participar, ao volante da Arrows, do Grande Prêmio do Oeste dos Estados Unidos de 1983 e da Corrida dos Campeões, prova extracampeonato realizada em Brands Hatch naquele mesmo ano. Entretanto, a má estreia da equipe em solo italiano fez seus dirigentes cancelarem sua participação no Grande Prêmio da Bélgica.<

### Pódio em Monza
Foi a primeira vez que Nelson Piquet e Ayrton Senna subiram juntos ao pódio numa corrida de Fórmula 1. Dois brasileiros não realizavam tal feito desde a vitória de Nelson Piquet e o terceiro lugar de Emerson Fittipaldi no Grande Prêmio do Oeste dos Estados Unidos de 1980.

## Classificação

### Treinos oficiais
| Pos.    | N.º | Piloto             | Construtor             | Q1       | Q2       | Grid     |
| ------- | --- | ------------------ | ---------------------- | -------- | -------- | -------- |
| 1       | 12  | Ayrton Senna       | Lotus-Renault          | 1:27.009 | 1:25.084 | —        |
| 2       | 6   | Keke Rosberg       | Williams-Honda         | 1:26.161 | 1:25.230 | + 0.146  |
| 3       | 5   | Nigel Mansell      | Williams-Honda         | 1:26.960 | 1:25.486 | + 0.402  |
| 4       | 7   | Nelson Piquet      | Brabham-BMW            | 1:25.679 | 1:25.584 | + 0.500  |
| 5       | 2   | Alain Prost        | McLaren-TAG/Porsche    | 1:27.576 | 1:25.790 | + 0.706  |
| 6       | 11  | Elio de Angelis    | Lotus-Renault          | 1:27.098 | 1:26.044 | + 0.960  |
| 7       | 27  | Michele Alboreto   | Ferrari                | 1:27.552 | 1:26.468 | + 1.384  |
| 8       | 15  | Patrick Tambay     | Renault                | 1:28.578 | 1:27.020 | + 1.936  |
| 9       | 8   | Marc Surer         | Brabham-BMW            | 1:27.799 | 1:27.153 | + 2.069  |
| 10      | 28  | Stefan Johansson   | Ferrari                | 1:29.001 | 1:27.473 | + 2.389  |
| 11      | 17  | Gerhard Berger     | Arrows-BMW             | 1:27.746 | 1:27.723 | + 2.639  |
| 12      | 16  | Derek Warwick      | Renault                | 1:28.119 | 1:28.112 | + 3.028  |
| 13      | 22  | Riccardo Patrese   | Alfa Romeo             | 1:29.068 | 1:28.340 | + 3.256  |
| 14      | 18  | Thierry Boutsen    | Arrows-BMW             | 1:28.369 | 1:28.760 | + 3.285  |
| 15      | 19  | Teo Fabi           | Toleman-Hart           | 1:29.050 | 1:28.386 | + 3.302  |
| 16      | 1   | Niki Lauda         | McLaren-TAG/Porsche    | 1:28.472 | 1:28.949 | + 3.388  |
| 17      | 23  | Eddie Cheever      | Alfa Romeo             | 1:29.298 | 1:28.629 | + 3.545  |
| 18      | 3   | Martin Brundle     | Tyrrell-Renault        | 1:33.503 | 1:28.793 | + 3.709  |
| 19      | 25  | Philippe Streiff   | Ligier-Renault         | 1:31.727 | 1:29.839 | + 4.755  |
| 20      | 26  | Jacques Laffite    | Ligier-Renault         | 1:30.186 | 1:30.376 | + 5.102  |
| 21      | 20  | Piercarlo Ghinzani | Toleman-Hart           | 1:30.271 | 1:31.449 | + 5.187  |
| 22      | 24  | Huub Rothengatter  | Osella-Alfa Romeo      | 1:33.529 | 1:37.664 | + 8.445  |
| 23      | 29  | Pierluigi Martini  | Minardi-Motori Moderni | 1:35.770 | 1:33.961 | + 8.877  |
| 24      | 10  | Kenny Acheson      | RAM-Hart               | 1:34.919 | 1:38.325 | + 9.835  |
| 25      | 33  | Alan Jones         | Haas Lola-Hart         | 1:34.943 | 1:45.823 | + 9.859  |
| 26      | 9   | Philippe Alliot    | RAM-Hart               | 1:36.221 | 1:37.664 | + 11.137 |
| Fontes: |     |                    |                        |          |          |          |

### Corrida
| Pos.    | Nº | Piloto             | Construtor             | Voltas | Tempo/Diferença | Grid | Pontos |
| ------- | -- | ------------------ | ---------------------- | ------ | --------------- | ---- | ------ |
| 1       | 2  | Alain Prost        | McLaren-TAG/Porsche    | 51     | 1:17:59.451     | 5    | 9      |
| 2       | 7  | Nelson Piquet      | Brabham-BMW            | 51     | + 51.635        | 4    | 6      |
| 3       | 12 | Ayrton Senna       | Lotus-Renault          | 51     | + 1:00.390      | 1    | 4      |
| 4       | 8  | Marc Surer         | Brabham-BMW            | 51     | + 1:00.609      | 9    | 3      |
| 5       | 28 | Stefan Johansson   | Ferrari                | 50     | + 1 volta       | 10   | 2      |
| 6       | 11 | Elio de Angelis    | Lotus-Renault          | 50     | + 1 volta       | 6    | 1      |
| 7       | 15 | Patrick Tambay     | Renault                | 50     | + 1 volta       | 8    |        |
| 8       | 3  | Martin Brundle     | Tyrrell-Renault        | 50     | + 1 volta       | 18   |        |
| 9       | 18 | Thierry Boutsen    | Arrows-BMW             | 50     | + 1 volta       | 14   |        |
| 10      | 25 | Philippe Streiff   | Ligier-Renault         | 49     | + 2 voltas      | 19   |        |
| 11      | 5  | Nigel Mansell      | Williams-Honda         | 47     | Motor           | 3    |        |
| 12      | 19 | Teo Fabi           | Toleman-Hart           | 47     | + 4 voltas      | 15   |        |
| 13      | 27 | Michele Alboreto   | Ferrari                | 45     | Motor           | 7    |        |
| Ret     | 6  | Keke Rosberg       | Williams-Honda         | 44     | Motor           | 2    |        |
| Ret     | 26 | Jacques Laffite    | Ligier-Renault         | 40     | Motor           | 20   |        |
| Ret     | 1  | Niki Lauda         | McLaren-TAG/Porsche    | 33     | Transmissão     | 16   |        |
| Ret     | 22 | Riccardo Patrese   | Alfa Romeo             | 31     | Escapamento     | 13   |        |
| Ret     | 24 | Huub Rothengatter  | Osella-Alfa Romeo      | 26     | Motor           | 22   |        |
| Ret     | 9  | Philippe Alliot    | RAM-Hart               | 19     | Turbo           | 26   |        |
| Ret     | 17 | Gerhard Berger     | Arrows-BMW             | 13     | Motor           | 11   |        |
| Ret     | 16 | Derek Warwick      | Renault                | 9      | Transmissão     | 12   |        |
| Ret     | 33 | Alan Jones         | Haas Lola-Hart         | 6      | Motor           | 25   |        |
| Ret     | 23 | Eddie Cheever      | Alfa Romeo             | 3      | Motor           | 17   |        |
| Ret     | 10 | Kenny Acheson      | RAM-Hart               | 2      | Embreagem       | 24   |        |
| Ret     | 29 | Pierluigi Martini  | Minardi-Motori Moderni | 0      | Pane seca       | 23   |        |
| DNS     | 20 | Piercarlo Ghinzani | Toleman-Hart           | 0      | Não largou      | 21   |        |
| Fontes: |    |                    |                        |        |                 |      |        |

## Tabela do campeonato após a corrida
| Pos.    | Piloto           | Pontos |
| ------- | ---------------- | ------ |
| 1       | Alain Prost      | 65     |
| 2       | Michele Alboreto | 53     |
| 3       | Elio de Angelis  | 31     |
| 4       | Ayrton Senna     | 23     |
| 5       | Stefan Johansson | 21     |
| Fontes: |                  |        |

| Pos.    | Construtor          | Pontos |
| ------- | ------------------- | ------ |
| 1       | McLaren-TAG/Porsche | 79     |
| 2       | Ferrari             | 77     |
| 3       | Lotus-Renault       | 54     |
| 4       | Williams-Honda      | 25     |
| 5       | Brabham-BMW         | 24     |
| Fontes: |                     |        |

- Nota: Somente as primeiras cinco posições estão listadas. Entre 1981 e 1990 cada piloto podia computar onze resultados válidos por temporada não havendo descartes no mundial de construtores.